# SAM-A-1 GAPA

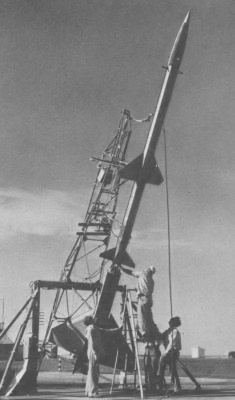

Boeing SAM-A-1 GAPA (сокр. англ. Ground-to-Air Pilotless Aircraft — Противовоздушный беспилотный летательный аппарат) — первая программа разработки зенитных ракет ВВС США, разрабатывавшаяся с конца 1945 года. Программа предназначалась в основном для исследования технических особенностей управления сверхзвуковыми противовоздушными ракетами. Разработка велась фирмой Boeing под индексом MX600. В 1949 году программа была закрыта в пользу проекта более совершенной зенитной ракеты CIM-10 Bomarc.

## История
В конце Второй мировой войны, ВВС Армии США инициировали разработку серии сверхзвуковых управляемых зенитных ракет, предназначавшихся для замены традиционных зенитных артиллерийских орудий. Причиной тому была возрастающая сложность поражения скоростных высотных бомбардировщиков зенитным огнём. Согласно расчетам, требовалось выпустить почти 2800 зенитных снарядов, чтобы гарантировать поражение бомбардировщика, сопоставимого по характеристикам с B-17. С появлением перспективных реактивных бомбардировщиков, эта цифра должна была возрасти на порядок. Подобный расход боеприпаса делал обычные зенитные пушки экономически несостоятельным средством обороны стратегических объектов.
В феврале 1944 года, армия США направила армейской службе обеспечения (англ.  Army Service Forces) запрос на возможность создания «крупнокалиберной противовоздушной ракетной торпеды» (англ. major caliber anti-aircraft rocket torpedo). В дальнейшем, с появлением на полях сражений германских реактивных самолетов, запрос был повторен 26 января 1945 года с повышенным приоритетом. Две программы были инициированы: фирма Bell начала работу над скоростной ракетой, предназначенной для поражения целей на малой дистанции (будущая MIM-3 Nike Ajax, фирма Boeing начала разработку программы создания дальнобойного «беспилотного перехватчика».
Программа под индексом MX-600 была начата в июне 1945 года фирмой Boeing. Основной целью программы было изучение аэродинамики сверхзвукового полёта и разработка систем управления.

## Конструкция
Испытательные снаряды серии GAPA имели «ракетовидную» конструкцию, с цилиндрическим фюзеляжем, треугольными крыльями и четырьмя короткими дельтавидными стабилизаторами на корме. Их двигательные установки различались от модели к модели: некоторые использовали жидкотопливные или твердотопливные ракетные двигатели, которые были сочтены неудобными в эксплуатации и недостаточно эффективными для дальнобойных снарядов. В итоге наилучшие результаты продемонстрировали ракеты с прямоточными воздушно-реактивными двигателями.

## Разработка
Пуск первого снаряда в серии GAPA, обозначенного как MX-600, был выполнен в январе 1946 года. Это была ещё неуправляемая, двухступенчатая твердотопливная ракета, использовавшаяся для аэродинамических исследований. Под индексом MX-600 была разработана серия ракет, различавшихся элементами конструкции и использовавшихся для отработки различных аэродинамических схем. По ряду причин разработка затянулась, и первый устойчивый полёт состоялся лишь в июле 1946 года.
В марте 1948 года в воздух впервые поднялась ракета с индексом MX-601. Это была двухступенчатая ракета, имевшая твердотопливный стартовый ускоритель и в качестве второй ступени — жидкостный ракетный двигатель Aerojet 30AL-1000. Масса ракеты составляла 1100 кг, из которых 735 приходилось на стартовый ускоритель. Ракета развивала скорость до 1,8 Маха и использовалась для испытаний систем управления. Более поздние модели имели увеличенные габариты, и развивали скорость до 2,5 Махов.
В ноябре 1947 начались испытания серии снарядов MX-602, с прямоточными воздушно-реактивными двигателями на второй ступени. Целью этих разработок было увеличение радиуса действия ракет (составлявший у модели «601» не более 10-25 км).
На основании всех этих разработок, в 1949 году была предложена схема тактической ракеты, получившей индекс MX-603. Это должна была быть трёхтонная ракета, с прямоточным воздушно-реактивным двигателем на второй ступени (детали неизвестны, но, вероятно, это должен был быть Marquardt RJ43-MA, единственный доступный тогда прямоточный двигатель). Ракета должна была наводиться «по лучу»: на некоторых моделях предполагалось использовать полуактивное или активное радиолокационное наведение на стадии атаки. Скорость ракеты оценивалась в 2,5 Маха, а дальность — в 56 км.
Модель MX-603 получила индекс SAM-A-1, но ни одна разработка в рамках этой программы не была завершена. В 1949 году программа была закрыта ввиду активно разрабатывавшейся программы MIM-3 Nike Ajax, имевшей лучшие характеристики. Внимание ВВС было обращено к более прогрессивным проектам, таким как стратегический зенитно-ракетный комплекс CIM-10 Bomarc.